# Cyklobox

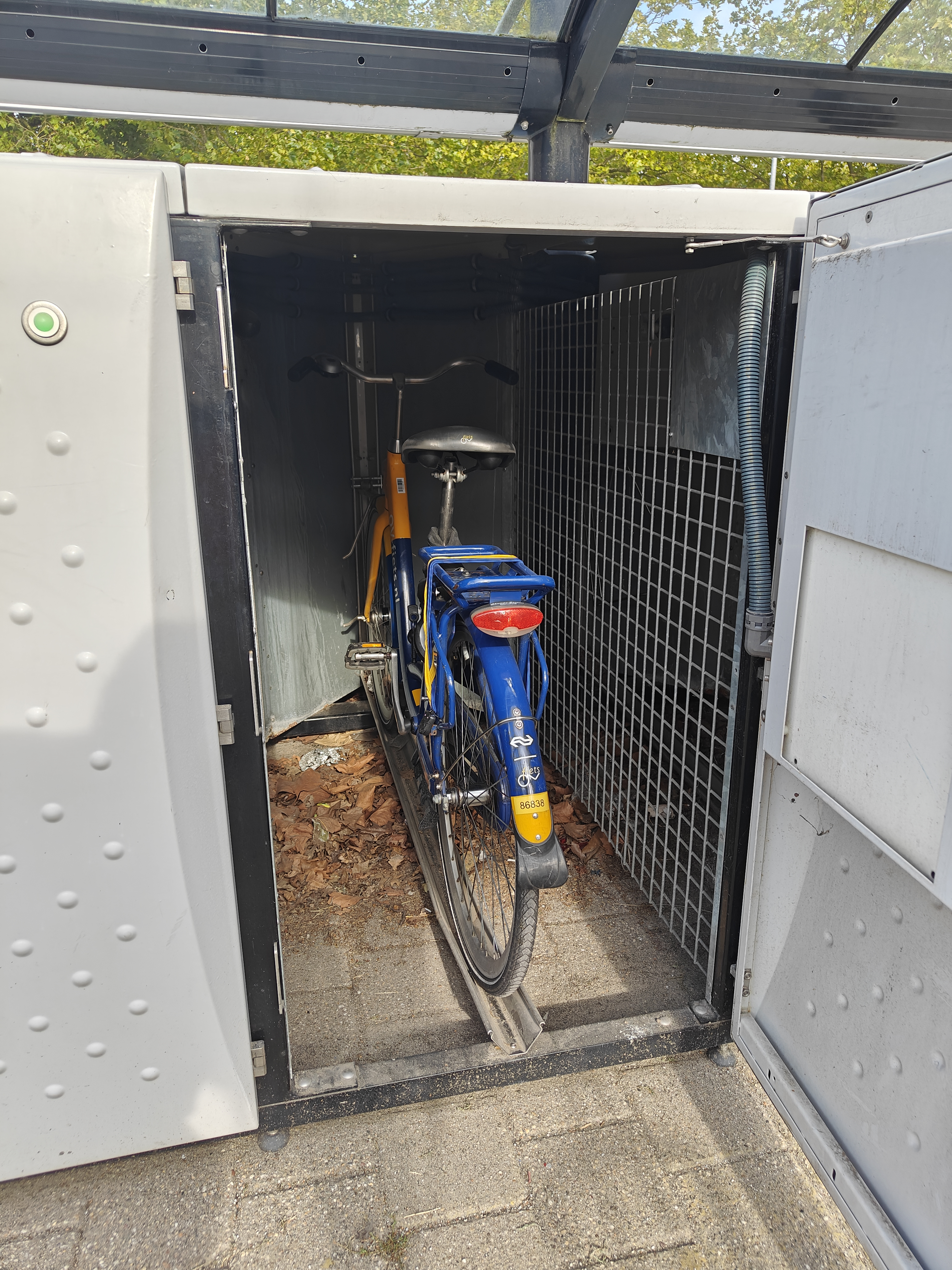
Otevřený cyklobox s kolem uvnitř

Cyklobox (někdy také Bike Safe Box) je zařízení na parkování jízdních kol. Oproti klasickým stojanům na kola je výhoda v jejich bezpečnosti, jelikož jsou uzavřené a uzamčené. Z tohoto důvodu v nich lze také ukládat cyklistické vybavení jako je přilba. Naopak jejich nevýhodou může být jejich zneužívání pro jiné účely, jako je úschova jiných předmětů, nebo přespávání. To někdy vede k jejich zpoplatnění.
Záleží na zřizovateli, jestli poskytuje užívání cykloboxů zdarma, nebo za jednorázový poplatek. Existují i možnosti dlouhodobých pronájmů. V Česku tuto možnost zvolila například pražská část Klánovice.

## Umístění
Cykloboxy se nejčastěji instalují na místech dopravních přestupů, jako jsou vlaková nádraží a stanice metra, nebo na často navštěvovaných místech jakou jsou obchodní domy a školy. Někdy se umisťují i do parkovacích domů.
Většinou se nacházejí ve větším množství vedle sebe, ale existují i samostatně umístěné. V zemích s dobře vybudovanou cyklistickou infrastrukturou, jako je například Nizozemsko a Dánsko, je běžné umístění několika desítek cykloboxů na jednom místě. V Česku se většinou jedná spíše o menší počet. Velká část cykloboxů umožňuje svou velikostí zaparkování dvou jízdních kol najednou.

## Galerie

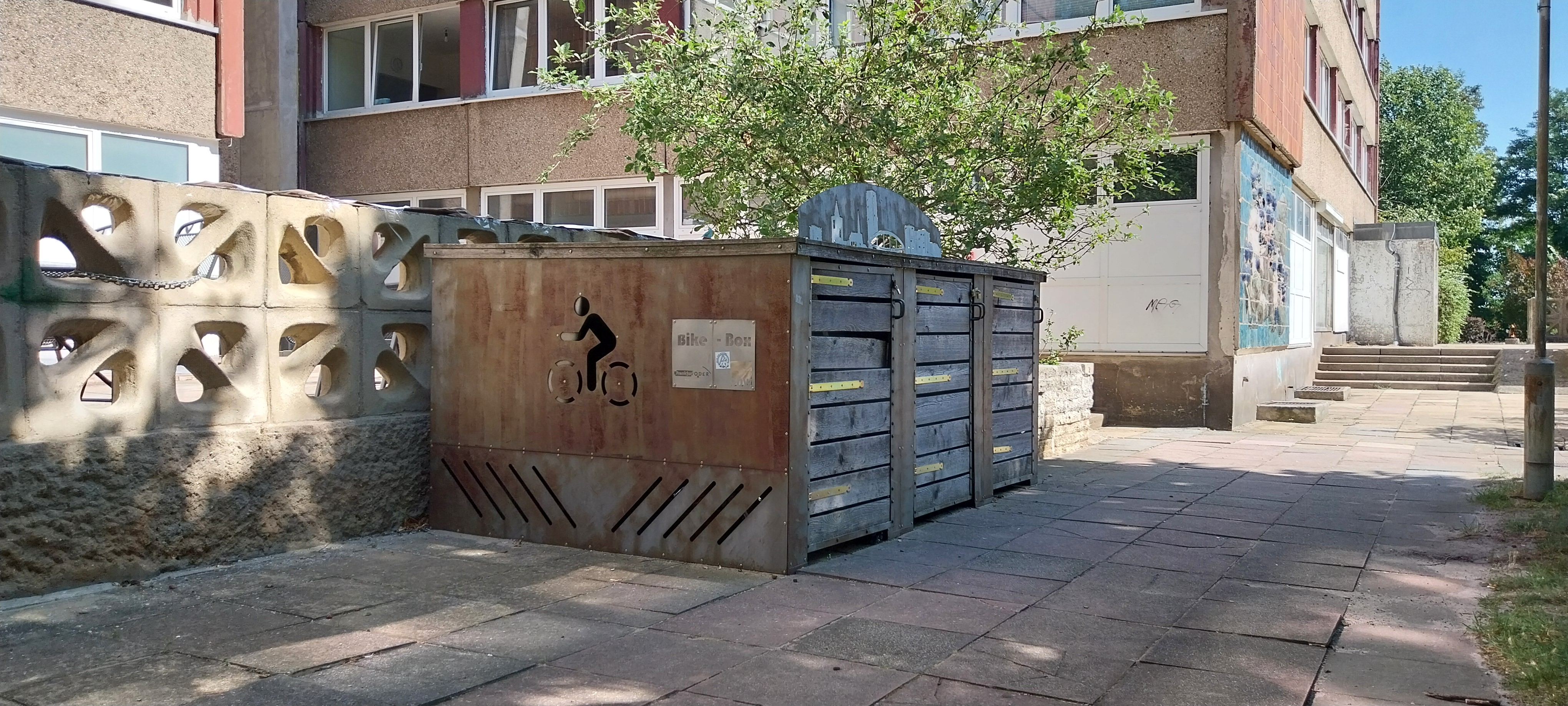
Cykloboxy ve Frankfurt nad Odrou
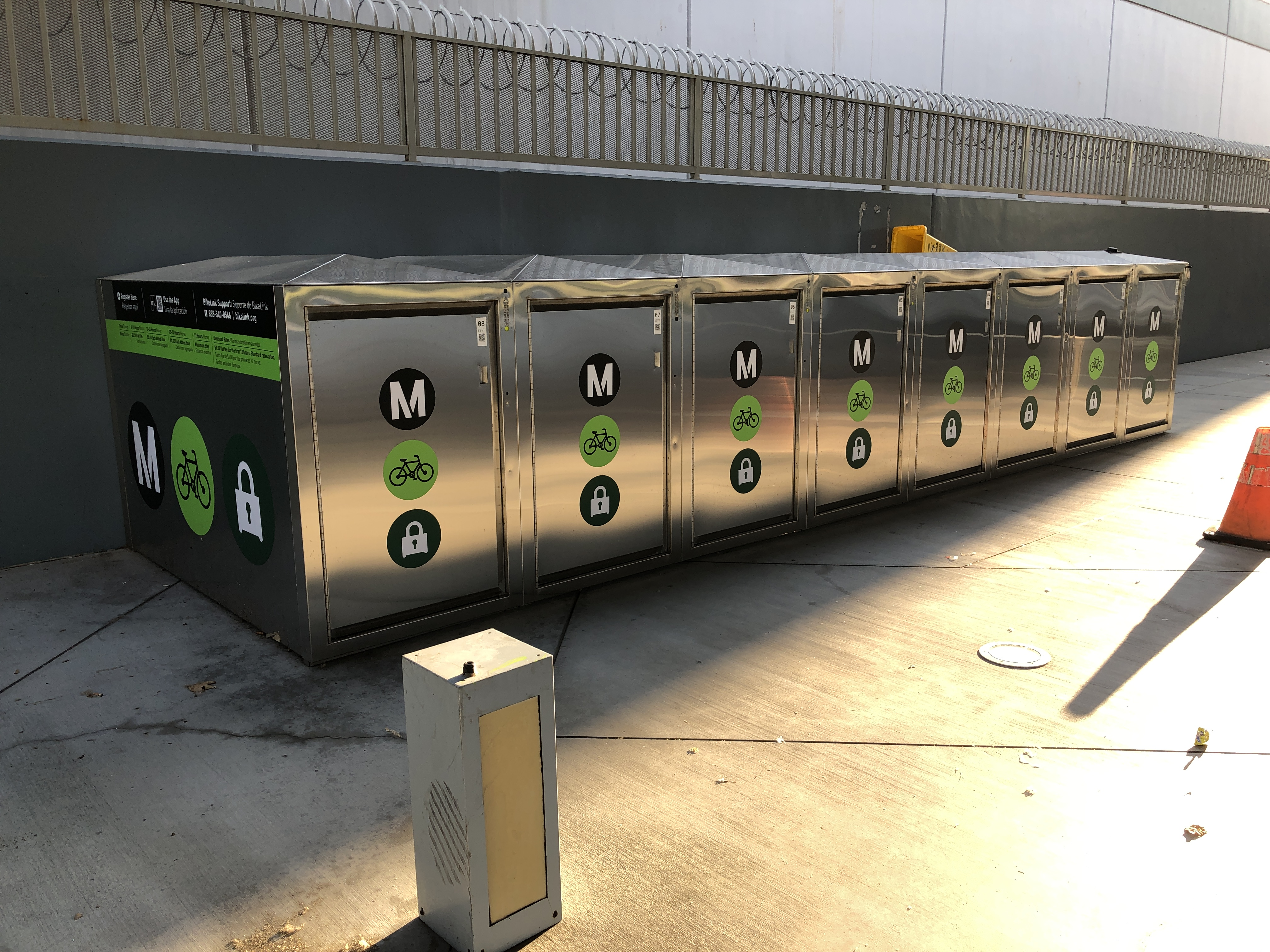
Před metrem v Culver City v americké Kalifornii
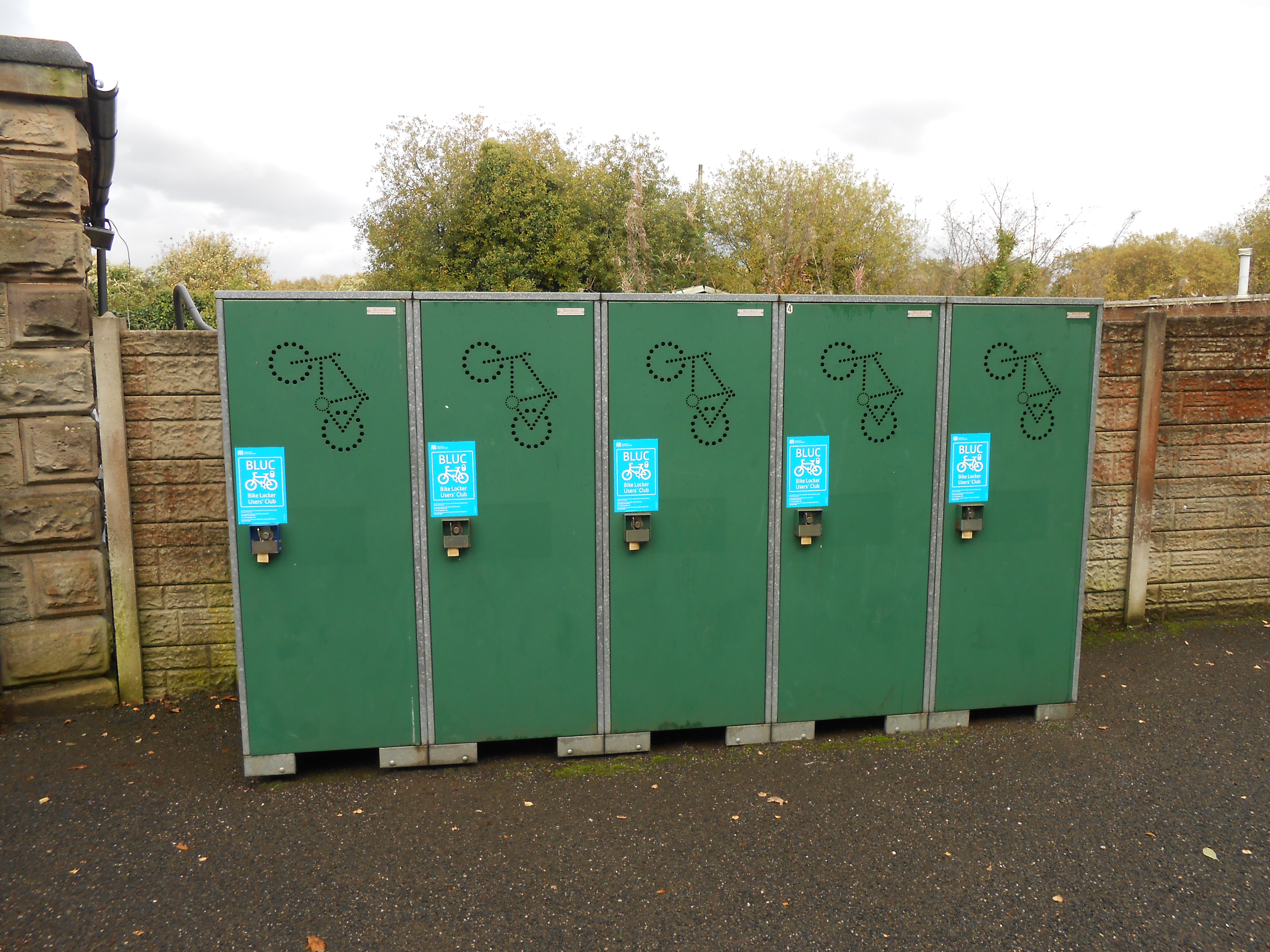
Parkování na výšku
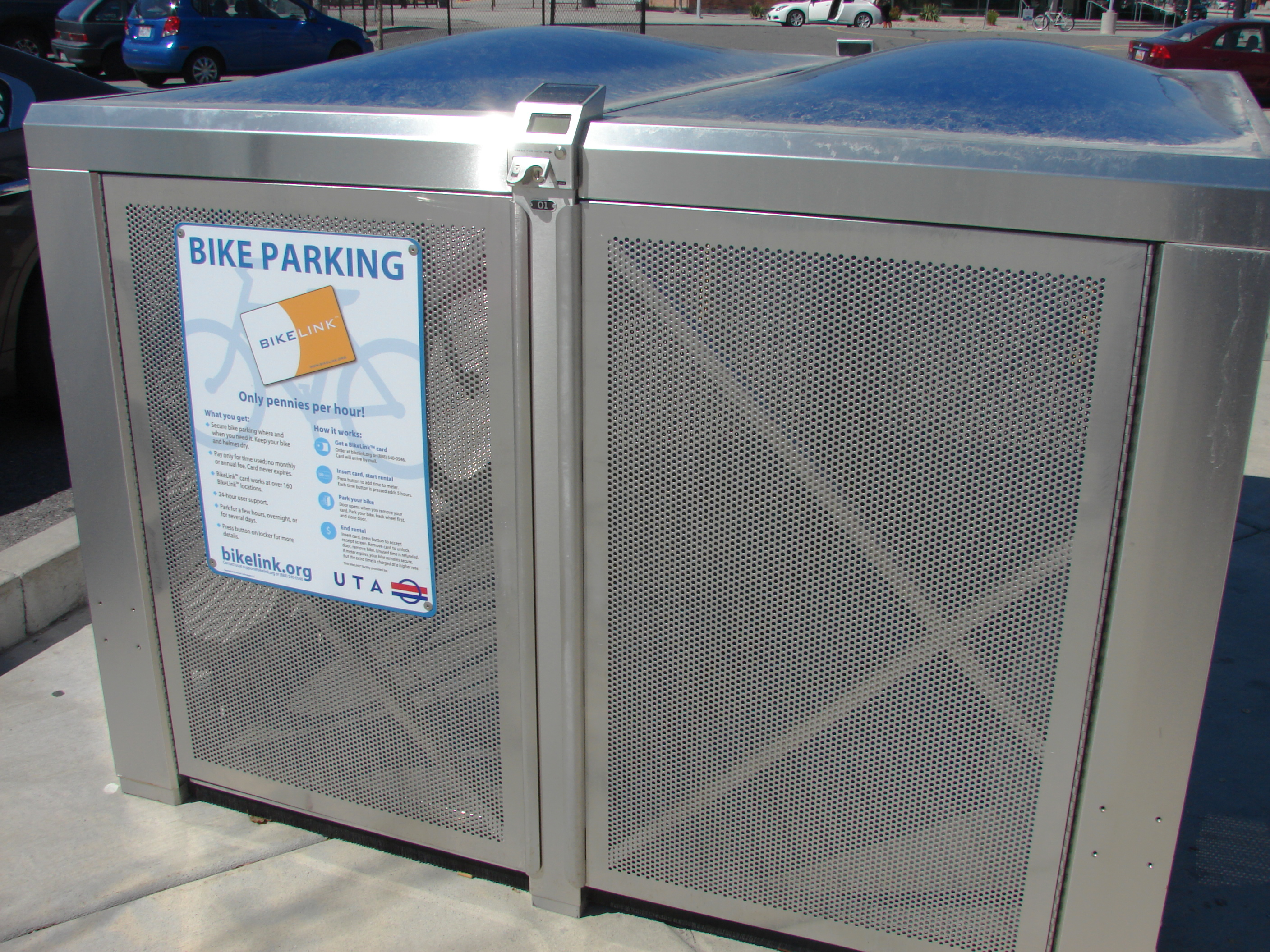
Průhledná varianta
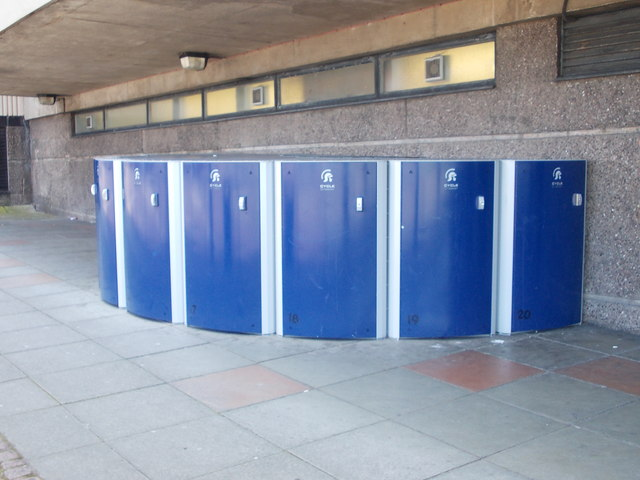
Cykloboxy postavené do kruhu